# جبل أنالا
جبل أنالا (بالإنجليزية: Anala Mons)‏ هو أحد جبال كوكب الزهرة.

## الإحداثيات
يقع في 11.0 درجة على العرض الجغرافي شمالاً وفي 14.1 درجة على الطول الجغرافي شرقاً.

## الأبعاد
القطر أو أطول بعد للتضاريس بالكيلومترات هو 525.0.

## حالة إعتماد الاسم
تم اعتماده من الجمعية العامة للاتحاد الفلكي الدولي (IAU).

## أصل التسمية
على اسم أنالا، إلهة الخصوبة في الأساطير الهندوسية. تم تغيير الاسم من إكليل أنالا.